# El Caburé
El Caburé es una localidad argentina ubicada en el departamento Copo de la provincia de Santiago del Estero. Se encuentra sobre la ruta nacional 16, 55 km al sudeste de Monte Quemado.
En esta localidad se hizo una perforación para comprender la estructura sedimentaria, tomando del lugar el nombre formación Caburé para una de las formaciones geológica encontradas.
La localidad nació a partir de la estación del ramal C12 del Ferrocarril Belgrano en 1932. La principal actividad económica es la explotación forestal, de la cual se desprenden también el carbón y la industria maderera. En los años 1970 cerró una fábrica de tanino dejando a buena parte de su población sin trabajo. En 2006 fue creada la Comisión municipal. Cuenta con una escuela.

## Toponimia
El nombre lo debe al pájaro conocido comúnmente como caburé.

## Población
Cuenta con 737 habitantes (Indec, 2010), lo que representa un descenso del 11,6% frente a los 834 habitantes (Indec, 2001) del censo anterior.
| Gráfica de evolución demográfica de El Caburé entre 1991 y 2010 |
|                                                                 |
| Fuente: Censos nacionales del INDEC                             |